# Xavier Carter
Xavier Carter (ur. 8 grudnia 1985 roku w Palm Bay, Floryda) – amerykański lekkoatleta, sprinter.
11 lipca 2006 roku, podczas zawodów Grand Prix w Lozannie, w Szwajcarii, Xavier ustanowił drugi wynik w historii lekkoatletyki, 19,63, w biegu na 200 metrów (wcześniej lepszy rezultat osiągnął tylko jego rodak Michael Johnson, a w późniejszym czasie szybsi okazali się jeszcze Jamajczyk Usain Bolt i innych Amerykanin Tyson Gay). 

## Rekordy życiowe
- bieg na 60 metrów: 6,74 (2005)
- bieg na 100 metrów: 10,00 (2008)
- bieg na 200 metrów: 19,63 (2006) – 9. wynik w historii lekkoatletyki
- bieg na 400 metrów: 44,53 (2006)